# تحقیقات دادگاه کیفری بین‌المللی در فیلیپین
تحقیقات دادگاه کیفری بین‌المللی در فیلیپین، یا وضعیت در جمهوری فیلیپین، تحقیقاتی است که توسط دیوان کیفری بین‌المللی (ICC) در مورد جنایات ادعایی علیه بشریت در طول جنگ مواد مخدر فیلیپین انجام شده است.
فیلیپین در۱۴ مارس ۲۰۱۸، حدود یک ماه پس از آغاز تحقیقات اولیه دیوان بین‌المللی کیفری در مورد وضعیت این کشور، اعلام کرد که قصد دارد از اساسنامه رم خارج شود. این خروج یک سال بعد، در۱۶ مارس ۲۰۱۹ نهایی شد. از آنجایی که فیلیپین دیگر یکی از کشورهای عضو اساسنامه رم نیست، تحقیقات فقط دوره‌ای را که این معاهده در این کشور به اجرا درآمده است - بین ۱ نوامبر ۲۰۱۱ تا ۱۶ مارس ۲۰۱۹ پوشش داده است. دادگاه عالی فیلیپین، در حکمی در سال ۲۰۲۱ در مورد این عقب‌نشینی اظهار نظر کرد و اعلام کرد که فیلیپین همچنان موظف به همکاری در روند دادرسی دیوان کیفری بین‌المللی است.
در ۱۱ مارس ۲۰۲۵ رودریگو دوترته، رئیس‌جمهور سابق فیلیپین پس از صدور حکم بازداشت توسط دادگاه بین‌المللی کیفری، توسط پلیس ملی فیلیپین و اینترپل دستگیر شد.